# Vanessa Barrs
Vanessa Barrs es una investigadora veterinaria australiana, especializada en enfermedades contagiosas felinas. Se estableció como especialista y de servicios clínicos veterinarios en el Centro de Gatos de Charlton de Valentine dentro de la Universidad de Sídney donde es también una profesora asociada y Directora del Hospital de Enseñanza Veterinaria. Descubrió Aspergillus felis, un hongo ambiental que causa enfermedad invasiva e intratable en gatos, perros y humanos.

## Educación y primeros años
Nacida en Carolina del Norte mientras su padre era un investigador visitante de la Organización de Investigación Científica e Industrial del Commonwealth (CSIRO) en la Universidad Duke, Vanessa es la más joven de tres hijos. Creció en Griffith, Nueva Gales del Sur.
Estudió ciencia veterinaria en la Universidad de Sídney, graduándose en 1990. Mientras se especializaba en clínica,  logró una maestría de estudios clínicos veterinarios por la Universidad de Sídney en 1997 y fue admitida como miembro del Colegio de Científicos Veterinarios de Australia y de la Universidad de Nueva Zelanda en 1996, e hizo una membresía en 2000.

## Reconocimientos
Ha recibido galardones incluyendo una beca de Búsqueda del Esfuerzo en 2011 y de la australiana Asociación Veterinaria de Animales Pequeños Premio al Científico en 2009. Premiada por Enseñanza incluyen la excelencia de la Asociación Veterinaria australiana en el premio Enseñar 2008.
Es editora científica para la Revista Veterinaria (Elsevier), se sienta en el Consejo de administración de la Sociedad Austral de Medicina Felina y es la presidenta actual de la Sociedad Internacional de Enfermedades Contagiosas Animales.[cita requerida]